# Duché de Lyon
v. 852 – v. 856-860
Entités précédentes :
- pagus Viennensis
- pagus Lugdunensis

Entités suivantes :
- Comté de Vienne
- Comté de  Lyon
- Comté de Forez

Le Duché de Lyon fut une entité supra-comtale du royaume de Francie médiane, du royaume de Charles de Provence, puis de Lotharingie composée des pagi de Lyonnais et Viennois confiés au comte Gérard de Roussillon. 
Le duché de Lyon n'est connu que par une unique mention de 855-856, indiquant que lors du partage de la Francie médiane, Charles de Provence reçut la Provence et le duché de Lyon. 
Il apparait attaché au marquis-comte Gérard de Roussillon (qualifié de "duc" vers 860) fidèle de Lothaire Ier qui devint le régent de Charles de Provence.
À la mort de Charles de Provence en 863, le comte Gérard prit le parti de Lothaire II contre Charles le Chauve et parvint à lui conserver l'ancien duché de Lyon. 
À la mort de Lothaire et à la suite du traité de Meerssen, le comte Gérard entra en rébellion contre Charles le Chauve et fut finalement chassé de Vienne. En 879, l'ancien duché fut intégré au royaume de Provence de Boson. 
Au sein du royaume de Bourgogne-Provence, à la suite du mariage de la fille de Boson Ingelberge (mai 898), c'est à Guillaume Ier d'Aquitaine qu'échoit le duché.